# The Devil's Circus
The Devil’s Circus (lett. "il circo del diavolo") è un film statunitense del 1926, diretto dal regista danese Benjamin Christensen.

## Trama
Mary, in risposta ad un annuncio di lavoro, si trasferisce in città, dove inizia una relazione con Carl, esponente della malavita spicciola locale.
Nel circo presso il quale viene assunta, Mary è fatta oggetto dell’insistente stalking di Hugo, domatori di leoni, provocando così il risentimento e le minacce della gelosissima Yonna, altra artista circense.
Carl viene arrestato per un tentato furto in un appartamento, e deve passare un periodo in prigione, mentre il circo va in tour. Mary e Carl continuano a tenersi in contatto epistolare fino a quando Mary, caduta in stato di estrema prostrazione dopo essere stata violentata da Hugo, smetterà di scrivergli. Yonne, al circo, perpetra un attentato alla vita di Mary, a seguito del quale quest’ultima rimarrà invalida.
Sopraggiunge la guerra, al termine della quale i legami fra i protagonisti sono venuti meno, fino a che la signora Peterson, che lavorava nel circo, incontra casualmente Mary per strada, sotto Natale, e la invita a casa sua.  Qui la piccola Elsa, figlia della Peterson, rimane colpita dall’affermazione di Mary che dice di essere in dubbio circa l’esistenza di Dio, e comincia a chiedere, a proposito, il parere dei vicini di casa. Appare che al piano superiore del caseggiato abiti, all’insaputa di tutti gli interessati, Carl, ora divenuto un onesto artigiano, che rassicura la bambina e la riaccompagna a casa: Carl e Mary allora si reincontrano.
Dopo che Mary ha raccontato a Carl della violenza subita, questi esce armato dall’appartamento, in cerca di Hugo, ed esso stesso dubbioso sull’esistenza di Dio. Trova Hugo alla vigilia di Natale: egli è cieco, e, accompagnato dal cane, fa il venditore ambulante. Yonna, che vive con lui, dopo essere stata incarcerata per il tentato omicidio, fa ora la prostituta. “Ero venuto per sistemare un vecchio conto in sospeso” dice Carl, “ma vedo che le cose si sono sistemate da sé”. Egli fa quindi ritorno dalle Petersen, dove Mary lo aspetta sotto l’albero.